# Monika Maierhofer
Monika Maierhofer (Trofaiach, 10 gennaio 1967) è un'ex sciatrice alpina austriaca.

## Biografia
Slalomista pura, Monika Maierhofer ottenne il primo successo in carriera ai Mondiali juniores di Sugarloaf 1984, quando vinse la medaglia d'oro. In Coppa del Mondo colse il primo piazzamento il 1º dicembre 1984 a Courmayeur, giungendo 14ª, e salì per la prima volta sul podio il 18 dicembre di due anni dopo sullo stesso tracciato, classificandosi 3ª dietro alla statunitense Tamara McKinney e all'austriaca Roswitha Steiner. Nel 1989 partecipò ai Mondiali di Vail, onorando la sua unica convocazione iridata con il 6º posto; quell'anno in Coppa del Mondo si piazzò 2ª nella classifica di specialità superata dalla vincitrice, la svizzera Vreni Schneider, di 90 punti.
Il 2 febbraio 1992, dopo aver ottenuto diversi piazzamenti tra le prime tre, riuscì a conquistare la sua unica vittoria di carriera in Coppa del Mondo, nonché suo ultimo podio, a Grindelwald davanti alla svedese Pernilla Wiberg e alla neozelandese Annelise Coberger. In seguito prese parte ai XVI Giochi olimpici invernali di Albertville 1992, senza completare la prova, e ai XVII di Lillehammer 1994, classificandosi al 12º posto. Gareggiò per l'ultima volta in Coppa del Mondo il 19 marzo 1995 a Bormio, non riuscendo a concludere la seconda manche, e si congedò dal Circo bianco in occasione dei Campionati austriaci 1995, il 25 marzo a Semmering, senza completare la prova.

## Palmarès

### Mondiali juniores
- 1 medaglia:
  - 1 oro (slalom speciale a Sugarloaf 1984)

### Coppa del Mondo
- Miglior piazzamento in classifica generale: 13ª nel 1989
- 12 podi (tutti in slalom speciale):
  - 1 vittoria
  - 8 secondi posti
  - 3 terzi posti

#### Coppa del Mondo - vittorie
| Data            | Località    | Paese    | Specialità |
| --------------- | ----------- | -------- | ---------- |
| 2 febbraio 1992 | Grindelwald | Svizzera | SL         |

Legenda:

SL = slalom speciale

### Coppa Europa
- Miglior piazzamento in classifica generale: 11ª nel 1986

### Campionati austriaci juniores
- 1 medaglia[1]:
  - 1 oro (slalom speciale nel 1984)